# Getashen, Armavir
Getashen là một đô thị thuộc tỉnh Armavir, Armenia. Dân số ước tính năm 2011 là 2510 người.